# Vito Dell'Aquila
Vito Dell'Aquila est un taekwondoïste italien né le 3 novembre 2000. Il est champion olympique en moins de 58 kg aux Jeux olympiques d'été de 2020 à Tokyo.

## Carrière
Vito Dell'Aquila remporte à Bakou le championnat du Monde cadet (en moins de 49 kg) en 2014.
Il s'octroie ses premiers titres européens en junior en 2015 (en moins de 49 kg) et en 2017 (en moins de 55 kg), puis remporte chez les seniors une médaille de bronze en 2018 (en moins de 54 kg) et l'or en 2019 (en moins de 58 kg).
Sur le circuit mondial, il est médaillé de bronze aux Championnats du monde de 2017 (en moins de 54 kg) et devient champion olympique aux Jeux de 2020.